# ФК Гњилани
Фудбалски клуб Гњилани (енгл. Sport Club Gjilani, алб. Klubi Futbollistik Gjilani), познат као Гњилани, професионални је фудбалски клуб из Гњилана. Игра у Суперлиги Републике Косово.
Навијачи клуба се зову Соколови (алб. Skifterat). Његов највећи ривал је Дрита.

## Играчи

### Тренутни тим
Ажурирано 1. јула 2022.
| Бр. |                    | Позиција | Играч                           |
| --- | ------------------ | -------- | ------------------------------- |
| 1   | Албанија           | Г        | Енеа Колићи                     |
| 3   | Србија             | О        | Арменд Халили                   |
| 6   | Албанија           | С        | Фабија Бећја                    |
| 7   | Бразил             | Н        | Елтон Кале                      |
| 9   | Србија             | Н        | Мевљан Зека                     |
| 10  | Аргентина          | Н        | Агустин Тораса                  |
| 11  | Србија             | Н        | Ерзен Хисени                    |
| 14  | Србија             | С        | Аљберт Бабићај (капитен)        |
| 15  | Обала Слоноваче    | С        | Ланзени Азиз Кејта              |
| 16  | Северна Македонија | О        | Бесарт Кривањева                |
| 17  | Србија             | С        | Едисон Кћику (заменик капитена) |
| 18  | Србија             | О        | Омер Шемшији                    |

| Бр. |                 | Позиција | Играч              |
| --- | --------------- | -------- | ------------------ |
| 19  | Албанија        | Н        | Блерим Краснићи    |
| 20  | Обала Слоноваче | С        | Аласене Раза Кејта |
| 21  | Србија          | С        | Рендон Исмаили     |
| 22  | Србија          | О        | Перпарим Ислами    |
| 23  | Србија          | С        | Бесар Мусоли       |
| 27  | Србија          | Н        | Шпенд Кељменди     |
| 30  | Србија          | Г        | Аридон Блаца       |
| 33  | Србија          | О        | Арбер Прекази      |
| 77  | Србија          | Н        | Батон Заберђа      |
| 95  | Србија          | Г        | Арион Имери        |
| 99  | Србија          | О        | Ил Хоџа            |

### Остали играчи под уговором
| Бр. |        | Позиција | Играч           |
| --- | ------ | -------- | --------------- |
| 8   | Србија | С        | Ћендрим Исмајли |
| 16  | Србија | С        | Бленд Јакупи    |
| 25  | Србија | С        | Лавдрит Мехмети |

| Бр. |        | Позиција | Играч        |
| --- | ------ | -------- | ------------ |
| 28  | Србија | С        | Укшин Хоти   |
| 43  | Србија | О        | Аљбин Халими |

## Успеси
- Суперлига Републике Косово
  - Друго место (1): 2019/20.
- Куп Републике Косово
  - Победник (1): 1999/00.
- Суперкуп Републике Косово
  - Победник (1): 1999/00.

### Гњилане у европским такмичењима
| Сезона   | Такмичење         | Коло        | Клуб     | Дом. | Гост | Укупно |
| -------- | ----------------- | ----------- | -------- | ---- | ---- | ------ |
| 2020/21. | Лига Европе       | пр.         | Тре Пене | Н/Д  | 3:1  | 3:1    |
| 2020/21. | Лига Европе       | 1. коло кв. | АПОЕЛ    | 0:2  | Н/Д  | 0:2    |
| 2022/23. | Лига конференције | 1. коло кв. | Лијепаја | 1:0  | 1:3  | 2:3    |